# Jardín Botánico de la Universidad de Lisboa
El Jardín Botánico de la Universidad de Lisboa en portugués: Jardim Botânico da Universidade de Lisboa (JBUL), es un jardín botánico de unas 4 hectáreas de extensión que se encuentra en la freguesia de São Mamede, Lisboa, y depende administrativamente de la Universidad de Lisboa. 
Es miembro del BGCI, de la Asociación Ibero-Macaronésica de Jardines Botánicos y presenta trabajos para la Agenda Internacional para la Conservación en los Jardines Botánicos, su código de identificación internacional como institución botánica, así como las siglas de su herbario es LISU.

## Localización
El jardín botánico de Lisboa se incluye en el Museo Nacional de Historia Natural que pertenece a la Universidad de Lisboa. Este jardín botánico está situado en una parte típica de la ciudad de Lisboa, entre « Rato » y « Bairro Alto » . 
Jardim Botânico da Universidade de Lisboa, Rua Escola Politecnica 58, freguesia de São Mamede, Lisboa, 1269-102 Portugal.
Planos y vistas satelitales.38°43′5.15″N 9°8′56.23″O / 38.7180972, -9.1489528
- Promedio anual de lluvia: 617 mm
- Altitud: 40 m s. n. m.

Se encuentra abierto al público en general.

## Historia
El Jardín Botánico de la Universidad de Lisboa fue diseñado a mediados del siglo XIX como jardín científico. El establecimiento comenzó en 1873 con la iniciativa de dos profesores, del conde de Ficalho y de Andrade Corvo, y el jardín fue inaugurado en 1878. 
La gran diversidad de plantas que posee, fueron recolectadas de cada lugar del mundo bajo administración portuguesa por sus jardineros más punteros, el alemán Edmund Goeze, y el francés Jules Alexandre Daveau. Poniendo en evidencia el empuje ilustrado de la Portugal colonial de ese momento, aunque en Europa era vista como nación pequeña y algo periférica.
Las colecciones sistemáticas sirven a los varios campos de la investigación botánica, demostrando al público y a los escolares la gran diversidad de las formas de las plantas y de los varios procesos ecológicos. También representan un importante y eficaz modo de conservar las plantas que tienen amenazada su supervivencia.

## Colecciones
Este jardín botánico alberga 1.500 accesiones de plantas vivas, con 50 taxones cultivados.
El jardín es particularmente rico en especies tropicales de Nueva Zelanda, Australia, China, Japón y Suramérica, ilustrando el clima suave y los microclimas especiales producidos en el jardín. 
Entre sus colecciones especiales destacan,
- Cycadaceae, representación viva verdadera de los fósiles de plantas pretéritas y sobre todo de las floras extintas, son uno de los sellos del jardín. Son hoy en día extremadamente raros en su medio natural y ciertas especies se preservan solamente en jardines botánicos.
- Palmae, traídas de todos los continentes, la diversidad excepcional de las palmas, confiere una atmósfera inesperadamente tropical a varias localizaciones en el jardín.
- Gymnospermae,
- Moraceae

y los géneros Ficus, Marsilea sp., Psilotum
- Banco de germoplasma
- Herbario con; las "colecciones de criptogamia" de LISU, que fueron iniciadas en el siglo XIX, en la « Escola Politécnica », siendo aumentadas en el período de la Facultad de Ciencias hasta nuestros días, con la incorporación de nuevos especímenes(Briófitos/Musgos y Hepáticas con 70 mil ejemplares, de los cuales el 75% son el resultado de recolectas efectuadas después de 1980/Hongos con 12000 especímenes/Liquenes con 40000 ejemplares); "Herbario de Fanerogamia" (con 120000 especímenes) y las colecciones histórico científicas de "Welwitsch" (siglo XIX), "Brotero" (siglos XVIII-XIX), "Vandelli" (siglo XVIII), "Valorado" (siglos XVIII-XIX), "Alexandre Rodrigues Ferreira" (siglos XVIII-XIX).

## Actividades
En este centro se despliegan una serie de actividades a lo largo de todo el año:
| - Programas de conservación genética y biológica - Programas de conservación « ex situ » - Estudios de nutrientes de plantas - Ecología - Conservación de Ecosistemas - Programas educativos - Etnobotánica - Exploración - Horticultura - Restauración Ecológica | - Especies invasivas biología y su control - Sistemática y Taxonomía - Sostenibilidad - Farmacología - Index Seminum - Cursos para estudiantes de la universidad - Exhibiciones de plantas especiales - Sociedad de amigos del botánico - Cursos para los escolares - Cursos para el público en general |

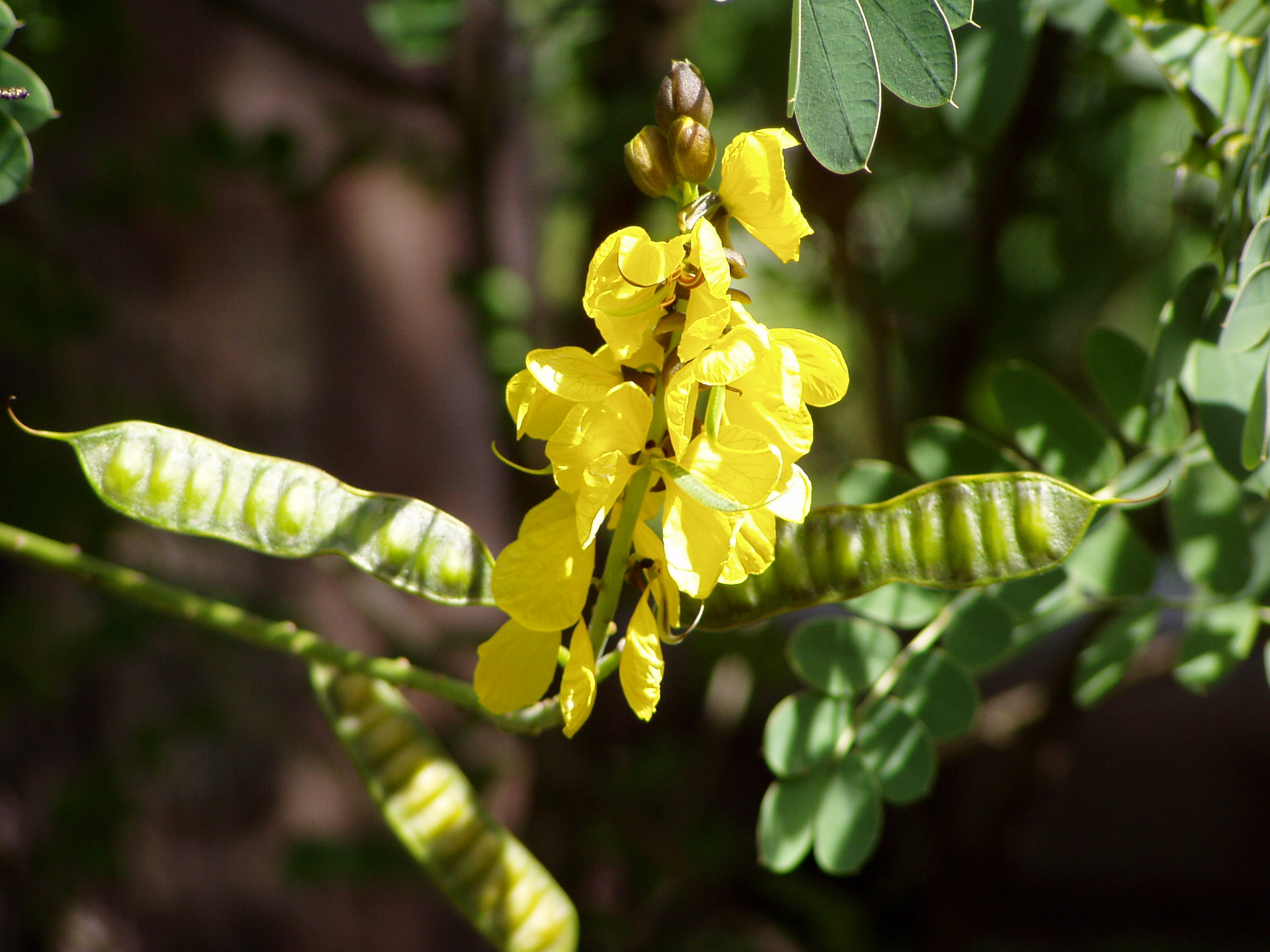
Amorpha fruticosa flores y vainas del "Falso Índigo", planta procedente de Norteamérica en el Jardín Botánico.
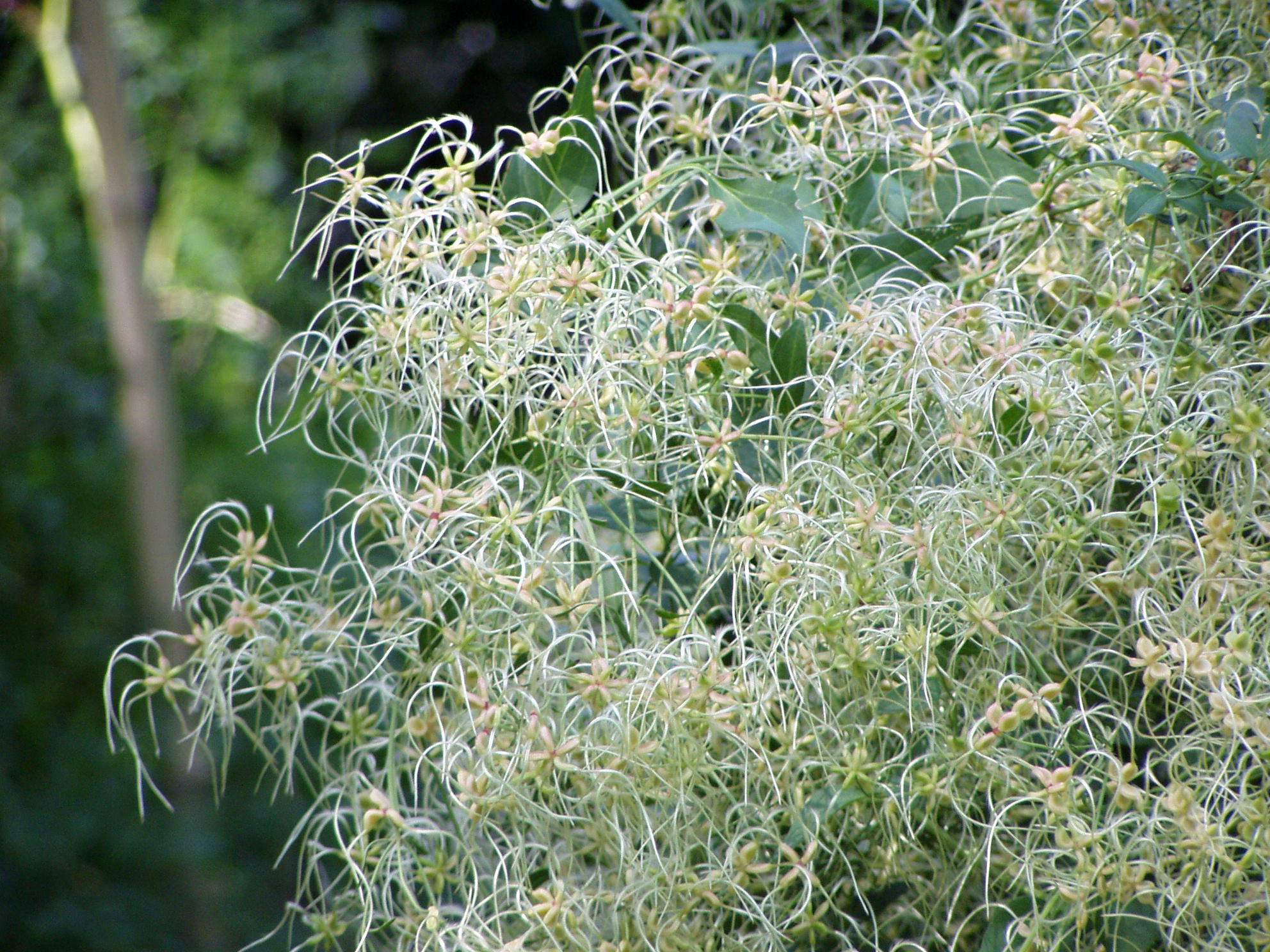
Clematis flammula.
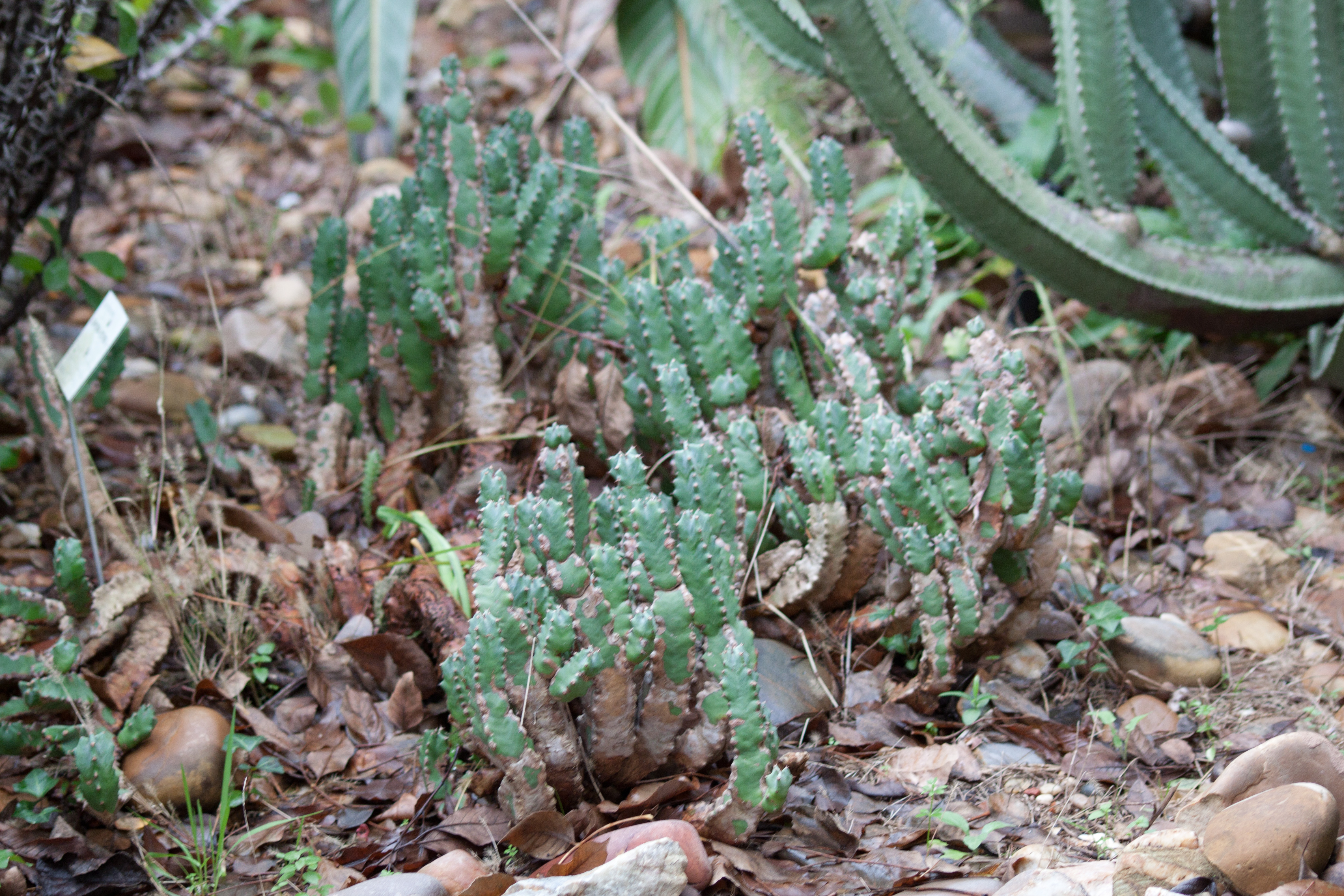
Euphorbia resinifera
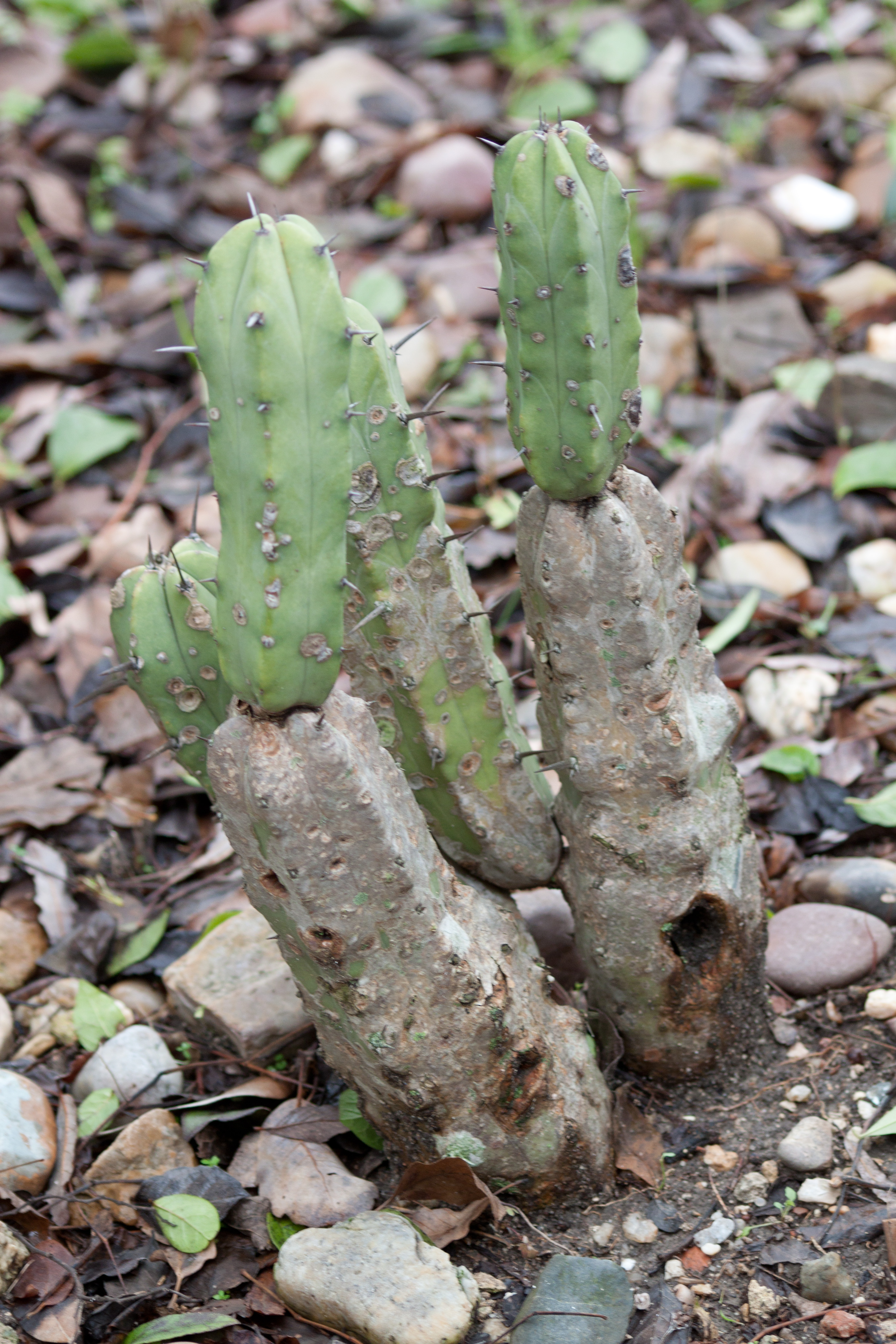
Myrtillocactus geometrizans
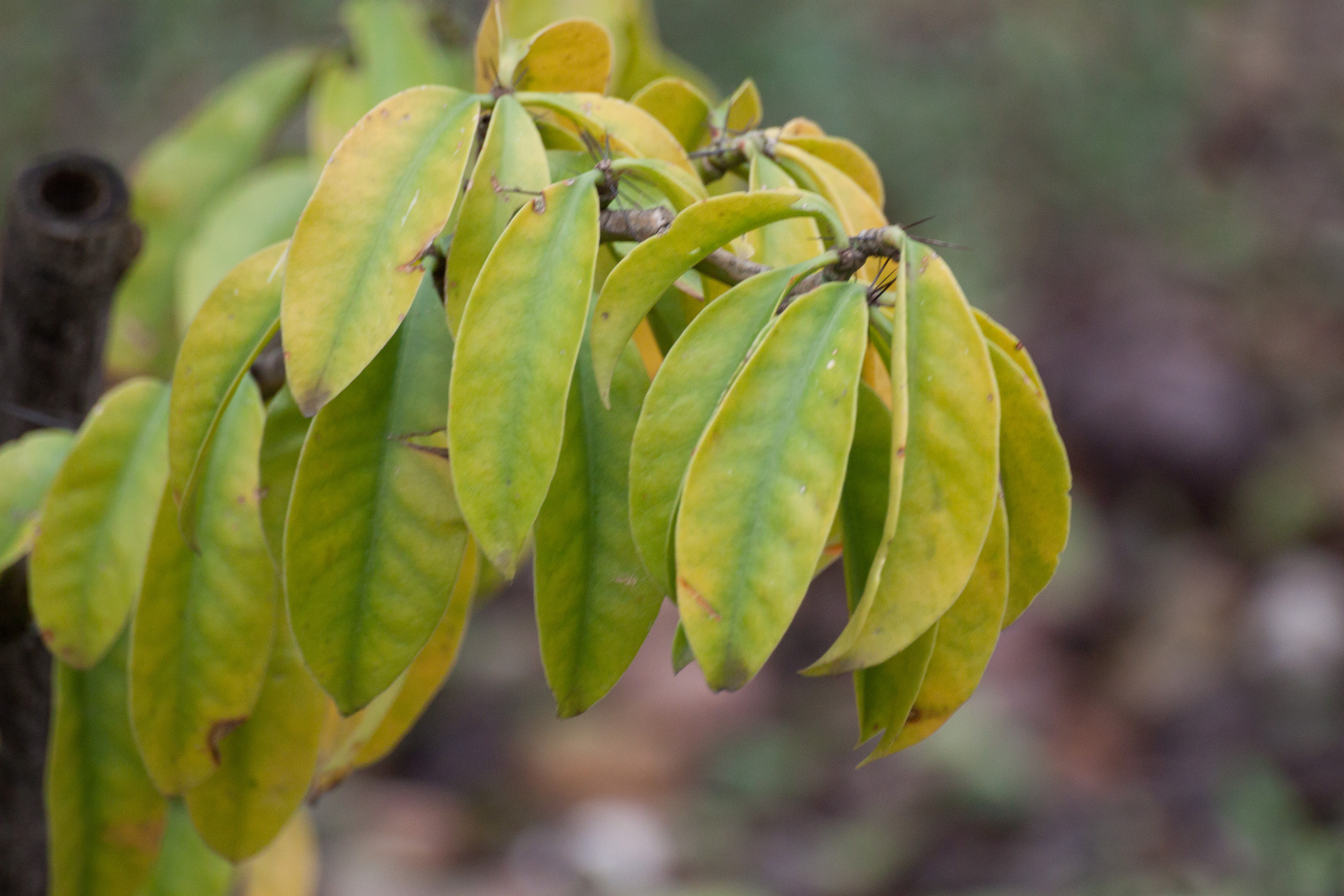
Pereskia grandifolia
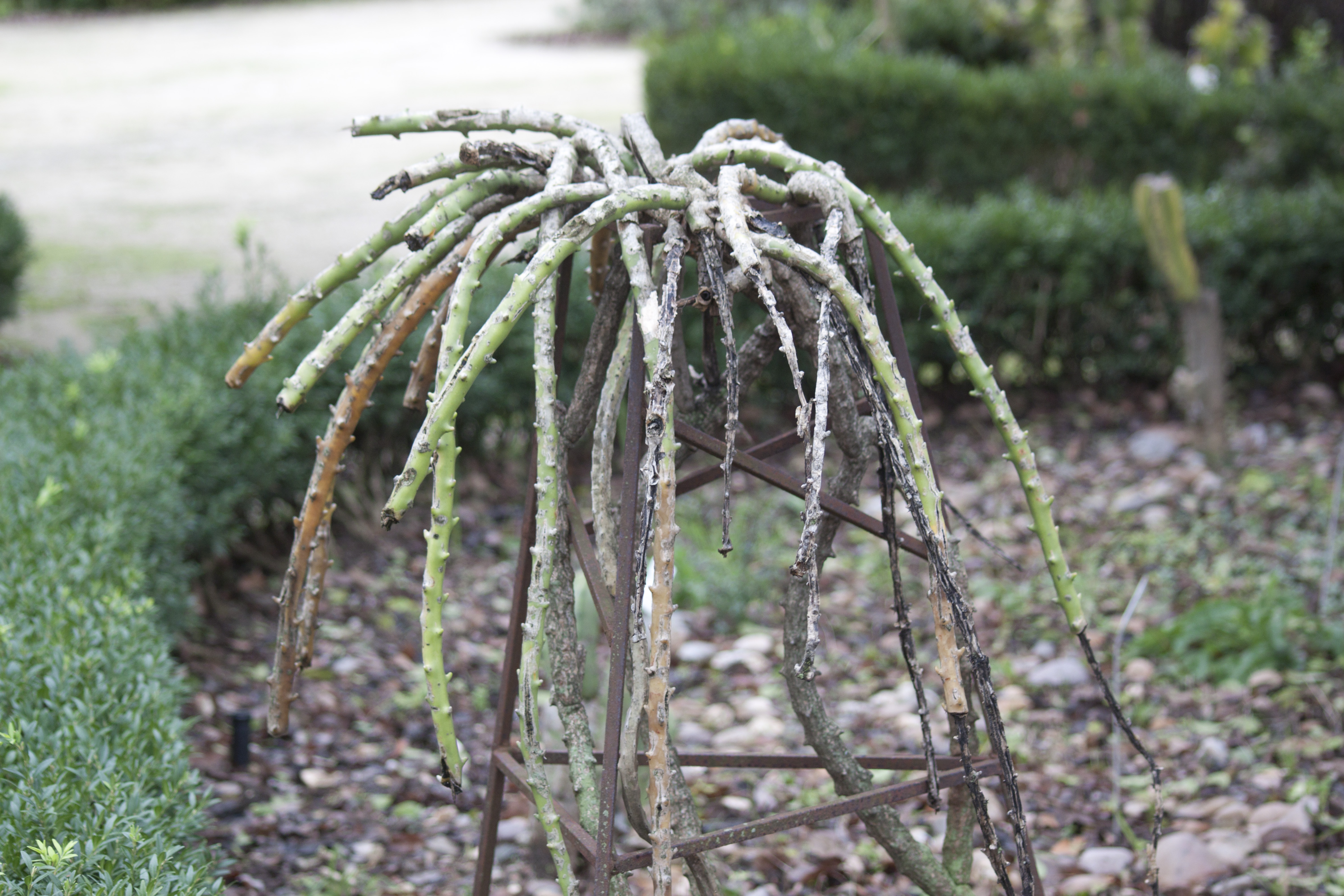
Selenicereus hamatus